# Zeleni konjic
Zeleni konjic (lat. Tettigonia viridissima; sin. Locusta viridissima; reg. kraljeva kobila), vrsta ravnokrilca iz porodice konjica, najpoznatiji je u rodu Tettigonia, i nekada uključivan u rod Locusta.
Pripada skupini velikih skakavaca, naraste od 25-35 mm. i zelene je boje. Kod ženki je vrlo izražena dugačka leglica (ovipozitor) Čest je po šumama, obično na šumskim čistinama, ali nikda ne dolazi masovno, pa praktički nije štetan.
Zeleni konjic raširen je po dijelovima Europe (Albanija, Latvija, Litva, Austrija, Bugarska, Korzika, Češka, Slovačka, Francuska, Njemačka, Velika Britanija, Mađarska, Italija, Moldavija, Rumunjska, Hrvatska, BiH, Kosovo, Makedonija, Crna Gora, Švedska, Švicarska, Srbija, europska Rusija), Azije (Afganistan, Iran, Kazahstan, Sjeverni Kavkaz, Zakavkazje) i Afrike (Libija)